# Жанакурылыс (Карагандинская область)
Жанакурылыс (каз. Жаңақұрылыс) — село в Нуринском районе Карагандинской области Казахстана. Входит в состав Новокарповского сельского округа. Код КАТО — 355267200.

## Население
В 1999 году население села составляло 309 человек (158 мужчин и 151 женщина). По данным переписи 2009 года, в селе проживало 245 человек (121 мужчина и 124 женщины).